# Rozkład wykładniczy
Rozkład wykładniczy – rozkład zmiennej losowej opisujący sytuację, w której oczekujemy na zjawisko całkowicie losowe, mogące zajść w dowolnej chwili {\displaystyle t\geqslant 0,} przy czym rozkład prawdopodobieństwa nie zmienia się, jeśli wiemy, że zjawisko nie zaszło w przedziale czasu {\displaystyle [0,s].} Ściślej, jeśli oznaczymy tę zmienną przez {\displaystyle X,} możemy tę własność braku pamięci zapisać jako
{\displaystyle \mathbb {P} \left(X>s+t|X>s\right)=\mathbb {P} \left(X>t\right).}
Okazuje się, że wówczas, jeśli {\displaystyle X} ma rozkład ciągły określony na przedziale {\displaystyle [0,\infty ),} to jego gęstość musi być równa {\displaystyle \lambda e^{-\lambda x},} dla pewnego {\displaystyle \lambda >0}.
Rozkład wykładniczy jest specjalnym przypadkiem rozkładu gamma, tzn. gdy {\displaystyle X} ma rozkład {\displaystyle \mathrm {Gamma} (1,\lambda ),} to {\displaystyle X} ma rozkład {\displaystyle \mathrm {Exp} (\lambda ).} Co więcej, jeśli zmienne {\displaystyle X_{1},X_{2},\dots ,X_{n}} są niezależne i mają rozkład {\displaystyle \mathrm {Exp} (\lambda ),} to zmienna {\displaystyle X_{1}+X_{2}+\ldots +X_{n}} ma rozkład {\displaystyle \mathrm {Gamma} (n,\lambda )}.
Innymi słowy, jeżeli w jednostce czasu zachodzi średnio {\displaystyle \lambda } niezależnych zdarzeń, to rozkład wykładniczy opisuje odstępy czasu pomiędzy kolejnymi zdarzeniami, co służy konstrukcji procesu Poissona.